# Osteocephalus fuscifacies
Osteocephalus fuscifacies är en groddjursart som beskrevs av Jungfer, Ron, Seipp och Ana Almendáriz 2000. Osteocephalus fuscifacies ingår i släktet Osteocephalus och familjen lövgrodor. IUCN kategoriserar arten globalt som otillräckligt studerad. Inga underarter finns listade i Catalogue of Life.